# 민간근무휴직제도
민간근무휴직제는 공직에 민간의 경영기법 및 업무 수행 방법 등을 도입하고, 민,관 간 인사교류를 통한 상호 이해 및 국가적 인재양성을 위해 도입되었다. 대상공무원은 근무경력 3년 이상 일반직 및 외무공무원 4~5급 공무원이며, 민간의 요청이 있거나 불가피한 경우 3급(과장) 또는 6,7급도 가능하다. 대상기업은 정부산하단체 등 공직 유관 단체를 제외한 순수민간기업,법인,단체,협회 등이다. 휴직가능 연령은 3급(과장급 직위)은 만 50세 이하,4~5급은 만 48세 이하,6~7급은 만 45세 이하이며, 휴직기간은 3년 이내이다. 한편 민관 유착등 부작용 방지를 위해 휴직 전후에 휴직대상기업관련 인허가등 업무 종사자는 대상에서 제외되며, 휴직공무원,민간기업,소속장관 등에 준수사항을 부여하고있다.